# Kuraș, Dubrovîțea
Kuraș (în ucraineană Кураш) este un sat în comuna Solomiivka din raionul Dubrovîțea, regiunea Rivne, Ucraina.

## Demografie
Componența lingvistică a localității Kuraș
     Ucraineană (99,69%)
     Alte limbi (0,31%)
Conform recensământului din 2001, majoritatea populației localității Kuraș era vorbitoare de ucraineană (99,69%), existând în minoritate și vorbitori de alte limbi.